# PLXDC1
PLXDC1‏ (Plexin domain containing 1) هوَ بروتين يُشَفر بواسطة جين PLXDC1 في الإنسان.